# Bernardas
Bernardas ist ein litauischer männlicher Vorname, abgeleitet von Bernhard.

## Personen
- Bernardas Brazdžionis (1907–2002),  Dichter

weiterer Vorname
- Saulius Aloyzas Bernardas Kutas  (* 1935), Politiker, Energieminister